# Macrothamnium psilurum
Macrothamnium psilurum là một loài Rêu trong họ Hylocomiaceae. Loài này được (Mitt.) Nog. mô tả khoa học đầu tiên năm 1972.